# Graphogaster bohdani
Graphogaster bohdani là một loài ruồi trong họ Tachinidae.